# 池袋統括センター
池袋統括センター（いけぶくろとうかつセンター）は、東日本旅客鉄道（JR東日本）首都圏本部の駅・運転士・車掌を所管する組織である。
2024年10月1日に池袋営業統括センター、池袋運輸区を統合して発足し、2025年3月15日に池袋統括センター、赤羽営業統括センター、田端統括センターの一部を更に統合する。

## 所管

### 駅
- 池袋駅 - 所長所在駅
- 目白駅★
- 大塚駅★
- 巣鴨駅
- 駒込駅★
- 板橋駅
- 十条駅
- 赤羽駅
- 北赤羽駅★
- 浮間舟渡駅★
- 上中里駅★
- 王子駅
- 東十条駅

★: JR東日本ステーションサービスに業務委託

### 乗務ユニット
- 池袋駅構内に設置（旧池袋運輸区）
- 担当線区（運転士）
  - 山手線：全線

- 担当線区（車掌）
  - 山手線：全線

- 池袋乗務構内（旧池袋運輸区構内）の管理

## 歴史
- 2022年11月1日 - 池袋営業統括センター（池袋、巣鴨、板橋各駅の統合）、赤羽営業統括センター（赤羽、東十条、十条各駅の統合）が発足。
- 2024年10月1日 - 池袋営業統括センター、池袋運輸区を統合して池袋統括センター発足。池袋営業統括センター、池袋運輸区を廃止する。
- 2025年3月15日 - 池袋統括センターに、赤羽営業統括センター、田端統括センターの一部（王子）を更に統合する。赤羽営業統括センターを廃止する。

| スタブアイコン | サブスタブ | この項目は、まだ閲覧者の調べものの参照としては役立たない、鉄道に関連した書きかけの項目です。この項目を加筆・訂正などしてくださる協力者を求めています（P:鉄道/PJ:鉄道）。 |